# 梓川サービスエリア
梓川サービスエリア（あずさがわサービスエリア）は、長野県安曇野市豊科高家（上り線）および同県松本市島内（下り線）にある長野自動車道のサービスエリアである。中日本高速道路（NEXCO中日本）が管轄する長野自動車道内で唯一のサービスエリアとなっている。
ETC専用のスマートインターチェンジである梓川スマートインターチェンジ（あずさがわスマートインターチェンジ）が併設されている。

## 歴史
- 1988年（昭和63年）8月3日 - 長野自動車道の松本IC - 豊科IC（現在の安曇野IC）間の開通に伴い[3]、供用開始[1]。

## 道路
- E19 長野自動車道（4-1番）

## 施設

### 上り線（東京・名古屋方面）
- 駐車場
  - 大型 36台[1]
  - 小型 132台[1]
- トイレ
  - 男性 大7・小15
  - 女性 25
  - 男児用小便器 1
  - 車椅子用 1

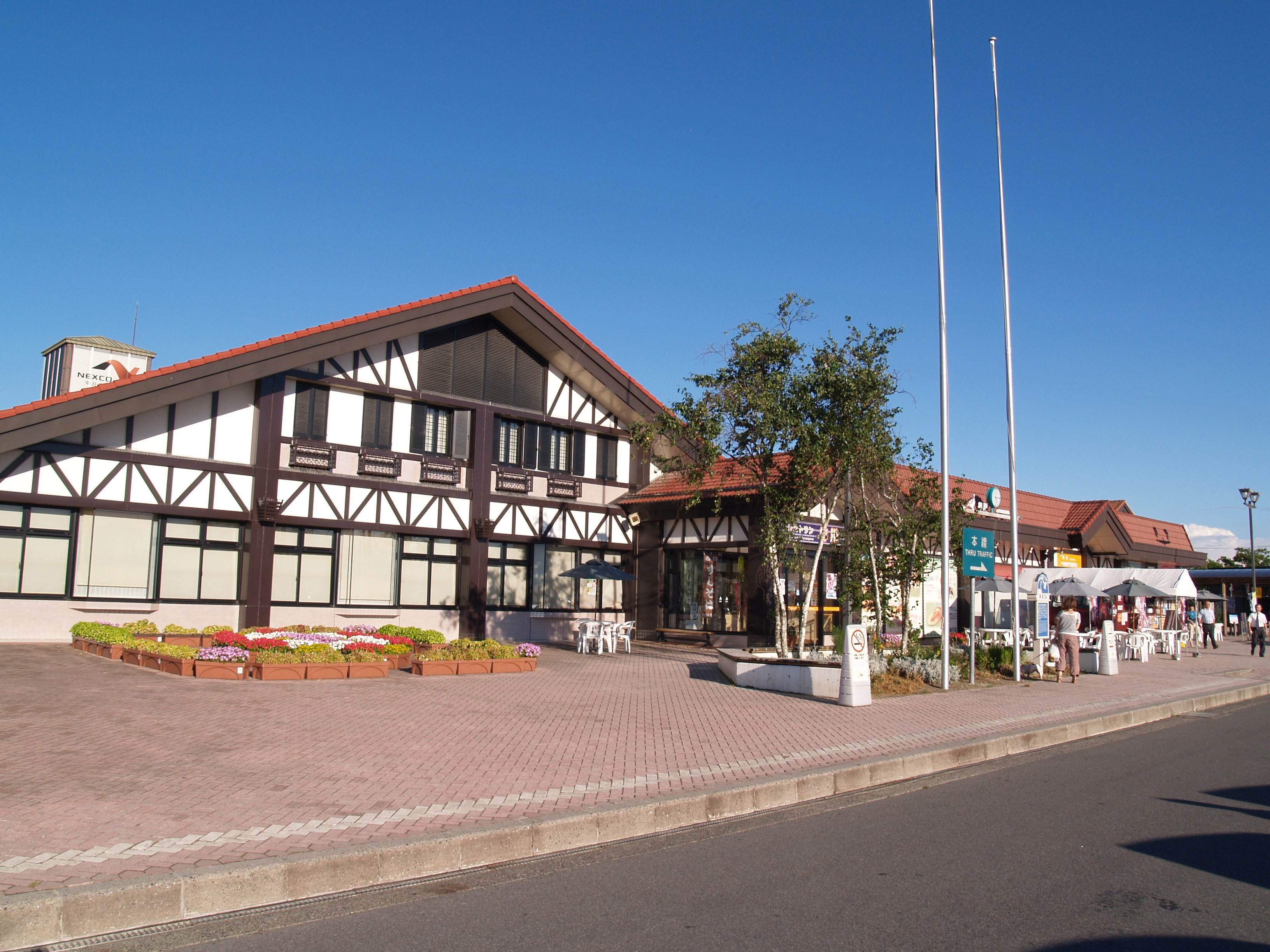
上り線側施設 （2010年8月）

- ガソリンスタンド（ENEOS（武重商会）、24時間）
- 給電スタンド（24時間）
- RESTAURANT Azusagawa（レストラン・アルピコ交通[4][5]、11:00 - 21:00）
- フードコート（アルピコ交通、24時間）
- 安曇野マルシェ（ショッピング・アルピコ交通、24時間）
- テイクアウトコーナー azucafe（アルピコ交通、10:00 - 19:00）[5]
- 神戸屋（ベーカリー・アルピコ交通、7:30 - 18:30）
- コンビニエンスストア（ファミリーマート、24時間）
  - 銀行ATM（イーネット、24時間）
- スターバックスコーヒー（平日 7:00 - 21:00、土日祝日 7:00 - 22:00）
- ハイウェイ情報ターミナル
- 自動販売機
- エリア・コンシェルジュ（9:00 - 17:00）
- 郵便ポスト（豊科郵便局）
- ぷらっとパーク

### 下り線（長野方面）
- 駐車場
  - 大型 37台[1]
  - 小型 132台[1]
- トイレ
  - 男性 大7・小15
  - 女性 25
  - 男児用小便器 1
  - 車椅子用 1

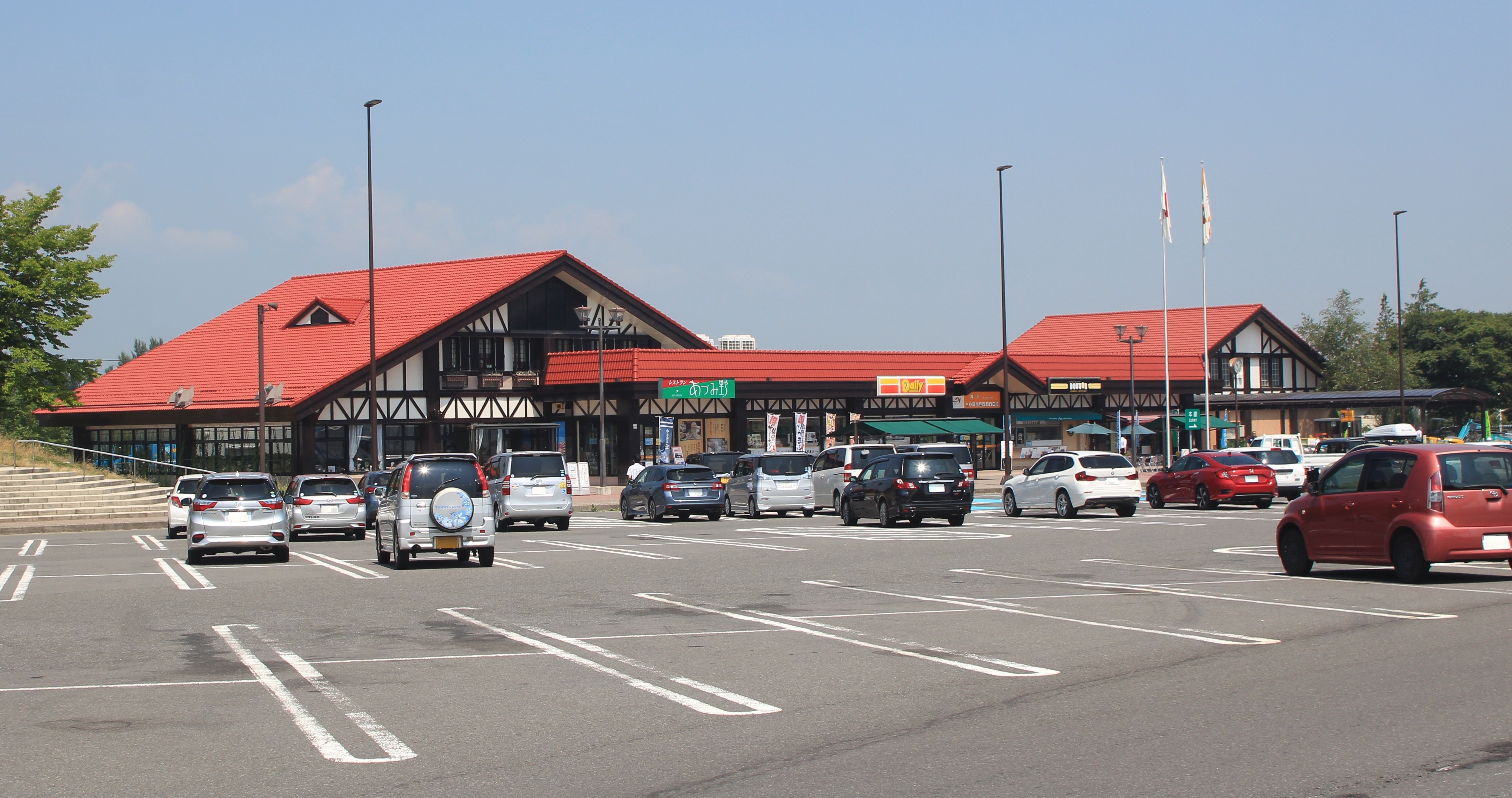
下り線側施設 （2018年7月）

- ガソリンスタンド （ENEOS（ENEOSウイング）、24時間）[6]
- 給電スタンド（24時間）
- レストランあずみ野（アルプスシャツ、11:00 - 21:00）
- フードコート（アルプスシャツ、24時間）
- ショッピングコーナー（アルプスシャツ、24時間）
- コンビニエンスストア（デイリーヤマザキ、24時間）
  - 銀行ATM（東京スター銀行、24時間）
- ドトールコーヒー（8:00 - 20:00）
- ハイウェイ情報ターミナル
- 自動販売機
- エリア・コンシェルジュ（9:00 - 17:00）
- 郵便ポスト（松本郵便局）
- ドッグラン
- ぷらっとパーク

## 梓川スマートインターチェンジ
梓川スマートインターチェンジ（あずさがわスマートインターチェンジ）は、梓川サービスエリアに併設のスマートインターチェンジ (SIC) である。2010年（平成22年）11月27日に供用を開始した。
スマートICから進入した車両が、2014年4月1日から上り線（東京・名古屋方面）、同年6月11日から下り線（更埴方面）のSA施設を利用可能となった。これまでは、スマートICから流入した車両がSA内の駐車場に停めようとする場合、逆走する形となり危険なことから利用不可だったが、駐車場の新設に伴い利用可能となる。SA内の駐車場のレイアウトを見直し、スマートICから進入車両用に最大で5台分の駐車スペースを確保した。なおSICは梓川SA併設された関係から、梓川を挟んで長野方面と松本方面の互いが離れている。

## 周辺状況
- 長野県立こども病院
- あづみ野産業団地
- 梓川
- 長野県道48号松本環状高家線
- 勘左衛門堰
- 長野県道441号穂高松本塩尻自転車道線
- 国道147号
- 拾ヶ堰
- ラーラ松本
- JR篠ノ井線
  - 平瀬信号場

## 隣
E19 長野自動車道
(4) 松本IC - (4-1) 梓川SA/スマートIC - (5) 安曇野IC